# Nicci Jolly
Nicola “Nicci” Jolly (Dundee, 10 marzo 1981) è una modella scozzese, vincitrice del concorso di bellezza Miss Scozia nel 2003, detentrice del titolo di Miss Regno Unito 2004 e rappresentante della Scozia a Miss Mondo 2003.

## Biografia
Nel 2003, Nicci Jolly è stata incoronata Miss Scozia. Grazie a questo titolo, la modella accumulerà varie esperienze come presentatrice su varie reti, come ad esempio Sky, la BBC, e STV. Principalmente attiva nell'ambito dell'informazione sportiva, ha anche lavorato come conduttrice per This Week sulla BBC ed ha partecipato allo show 'Celebrity Fear Factor. Inoltre ha scritto degli articoli per Evening Express.
Oltre al suo lavoro in televisione, Nicci Jolly è stata molto attiva nel promuovere varie iniziative benefiche. È stata la portavoce del Cornerstone Cycle Challenge ha dato il proprio supporto a Streetwork, al SSPCA, ed al CHAS.
Jolly ha inoltre partecipato al prestigioso Clipper Round the World Yacht Race